# Calloserica hingstoni
Calloserica hingstoni är en skalbaggsart som beskrevs av Ahrens 1999. Calloserica hingstoni ingår i släktet Calloserica och familjen Melolonthidae. Inga underarter finns listade.